# Lúcia Lobato

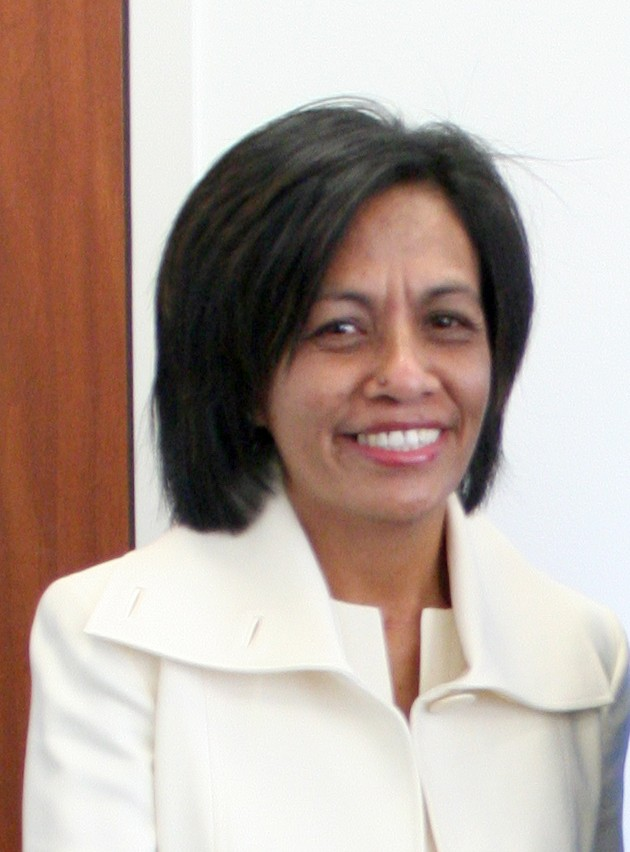
Lúcia Lobato (2010)

Lúcia Maria Brandão Freitas Lobato (* 7. November 1965 in Leorema, Gemeinde Liquiçá, Portugiesisch-Timor) war ab 2003 stellvertretende Vorsitzende der Partido Social Democrata (PSD) und von 2001 bis 2007 Abgeordnete im Nationalparlament Osttimors. Von 2007 bis 2012 war sie Justizministerin von Osttimor. Lobato ist Angehörige der Mambai-Ethnie aus dem Westen des Landes.

## Werdegang
1975 beendete Lobato die Grundschule am Frauenkolleg Femenino Óscar Ruas in Ossu. Von 1979 bis 1982 war sie an der Escola Pré-Secundária Católica Paulo VI in Dili und von 1983 bis 1986 dort an der Escola Secundária Publica. Von 1987 bis 1993 studierte Lobato Internationales Recht an der Universität Airlangga in Surabaya (Indonesien) und erreichte von 1996 bis 1999 einen Masterabschluss in Rechtswissenschaften an derselben Universität. In dieser Zeit galt sie als eine der aktivsten Frauen in der Resistência Nacional dos Estudantes de Timor-Leste RENETIL (Nationaler Widerstand der Studenten aus Timor-Leste), dem sie seit 1987 angehörte.
1999 wurde Lobato in Jakarta Beraterin von Xanana Gusmão, dem Chef des osttimoresischen Widerstands. Zwischen 2000 und 2005 arbeitete sie als Anwältin in Dili und lehrte an der Universidade de Díli, der Universidade da Paz (UNPAZ) und der Universidade Nasionál Timór Lorosa’e (UNTL). Parallel war Lobato zwischen 2000 und 2001 Mitglied der Justizkommission und des Kabinetts des Justizministeriums während der Verwaltung durch die UNTAET. 2001 wurde Lobato für die Sozialdemokraten in die Verfassunggebende Versammlung gewählt, aus der mit der Unabhängigkeit am 20. Mai 2002 das Nationalparlament hervorging.

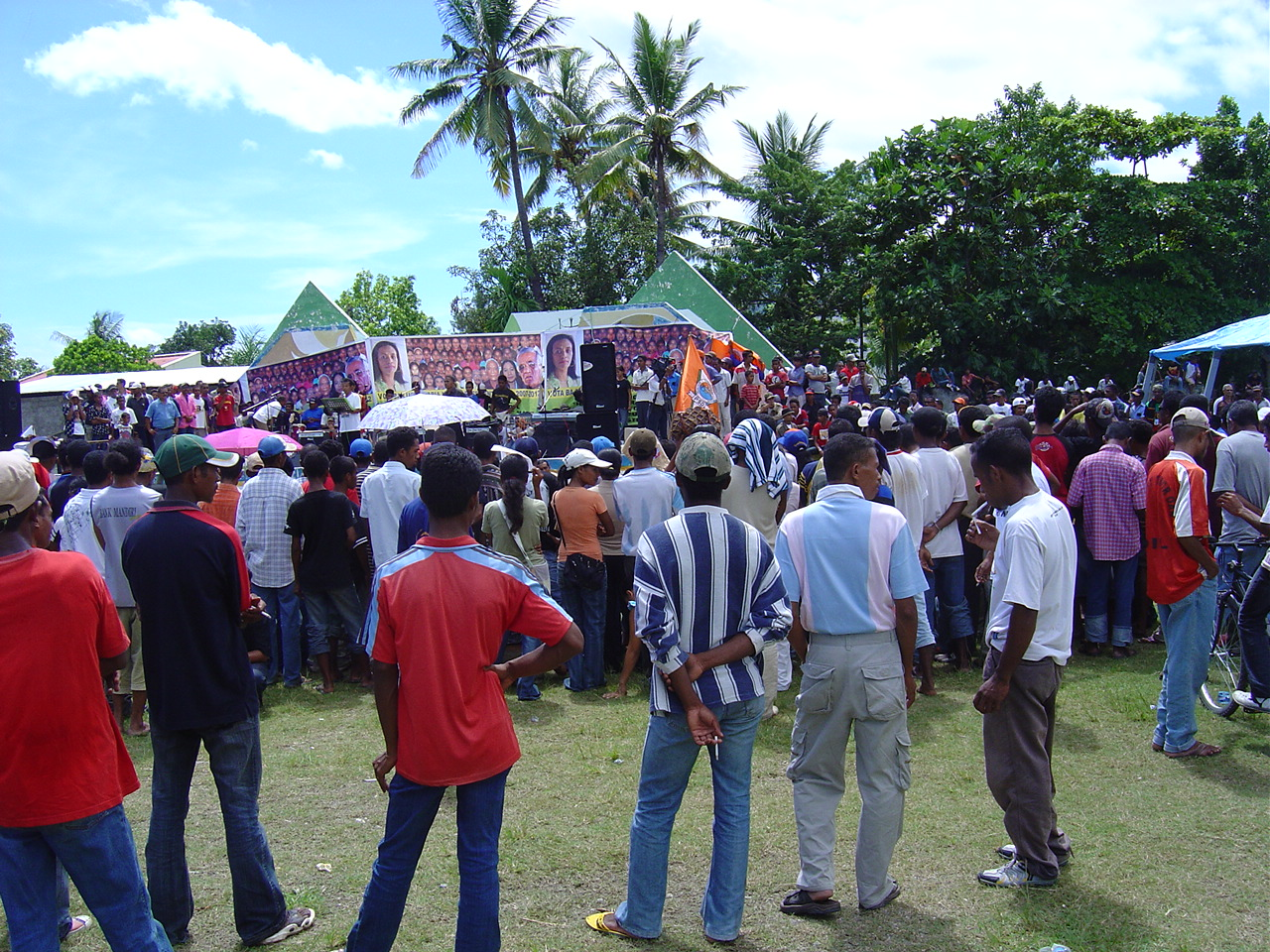
Wahlkampfveranstaltung von Lúcia Lobato (2007)

2007 war die Anwältin die Präsidentschaftskandidatin der PSD bei den Wahlen vom 9. April. Sie war die einzige weibliche Kandidatin von acht Bewerbern. Zuerst hatte die PSD den Rebellenführer Alfredo Reinado aufgefordert, als ihr Kandidat bei den Präsidentenwahlen anzutreten. Später kündigte der Parteivorsitzende Mário Viegas Carrascalão seine Kandidatur an, doch schließlich wurde Lobato aufgestellt. Sie kam nur auf 8,86 % der Stimmen und schied somit schon nach der ersten Runde der Wahl aus. Aufgrund verschiedener Unregelmäßigkeiten, legte Lobato zusammen mit dem drittplatzierten Fernando de Araújo und dem Kandidaten Francisco Xavier do Amaral vor dem Tribunal de Recurso de Timor-Leste (deutsch Berufungsgericht Osttimors) Einspruch gegen das Ergebnis ein, scheiterte aber damit.
Nach den Parlamentswahlen 2007 bildete die PSD mit drei anderen Parteien die Aliança da Maioria Parlamentar AMP (Allianz der Parlamentarischen Mehrheit). Die Koalition stellte ab dem 8. August die Regierung. Lúcia Lobato, die auch in das Parlament wieder einzog, wurde Justizministerin und musste daher auf ihren Parlamentssitz verzichten.
Anfang August 2008 wurden Korruptionsvorwürfe gegen Lúcia Lobato und dem Landwirtschaftsminister Mariano Assanami Sabino durch die Provedoria dos Direitos Humanos e Justiça (PDHJ) erhoben. Am 1. Juni 2009 wurde das Wohnhaus Lobatos und die Firma ihres Mannes, Americo Lopes, die Pualaka Petrolium Fuel von UN- und Nationalpolizei durchsucht. Lopes wird von seinem Geschäftspartner Luís Geraldo Ximenes de Oliveira vorgeworfen, er habe Dokumente manipuliert, um mehr Einfluss in der Firma zu gewinnen. Pulaka hatte außerdem einen Vertrag über 3,1 Millionen US-Dollar erhalten für die Lieferung von Dieseltreibstoff an die nationalen Elektrizitätskraftwerke. Hier hatten Medien über eine Bevorzugung Pulakas gegenüber Konkurrenzfirmen spekuliert. Lobato stellte sich demonstrativ hinter ihren Ehemann.
Im September 2011 wurden erneut Korruptionsvorwürfe gegen Lobato laut. Die Staatsanwaltschaft begann mit Ermittlungen. Lobato werden Dokumentenfälschung, Amtsmissbrauch und Vergabe von Projekten an ihren Ehemann vorgeworfen. Sie soll beim Bau von acht Büros im Wert von 945.805 US-Dollar unerlaubt mit einer Firma zusammengearbeitet haben. Dabei habe ein Mitarbeiter ihres Stabes Dokumente gefälscht, die Lobato unterschrieben hat. Das Parlament beschloss die für die Gerichtsverhandlung nötige Suspendierung der Justizministerin im März 2012 zuvor mit 36 Stimmen von 39 anwesenden Abgeordneten bei einer Gegenstimme und zwei Enthaltungen. Am 8. Juni wurde Lobato wegen Missmanagement bei der Verwaltung von Fonds zu fünf Jahren Gefängnis und Zahlung von 4.350 US-Dollar verurteilt. In den Anklagepunkten Korruption, Amtsmissbrauch und Fälschung von Dokumenten wurde sie freigesprochen. Am 22. Juni legte Lobato Berufung gegen das Urteil ein. Mitte Dezember bestätigte das Berufungsgericht das Urteil. Am 23. Januar 2013 wurde Lúcia Lobato in das Gefängnis Gleno eingewiesen.
Am 26. Februar wurde Lobato in das Hospital Nacional Guido Valadares überführt aufgrund von Lungenproblemen. Am 6. Mai erneut wegen hohen Blutdrucks. Schließlich wurde Lobato nach Singapur zum Gesundheitscheck gebracht. Am 30. August 2014 erfolgte durch Präsident Taur Matan Ruak anlässlich des 15. Jahrestages des Unabhängigkeitsreferendum in Osttimor 1999 Lobatos Begnadigung nach nur 18 Monaten Haft.
In einem weiteren Fall, betreffs Vorwürfe aus dem Jahr 2008 zum Bau des Gefängnisses in Gleno, verurteilte das Distriktsgericht Dili Lobato zu drei Jahren Gefängnis und Entschädigungszahlungen an den Staat von 124.000 US-Dollar. Dieses Urteil wurde am 11. Juli 2019 vom Tribunal de Recurso wieder aufgehoben. Die Haftstrafe wurde widerrufen, Lobato aber weiter zur Zahlung der Entschädigung verpflichtet.

## Verwandte
Lúcia Lobato ist verheiratet mit Americo Luís Lourenço Lopes und hat drei Kinder. Lopes geriet 2009 in Streit mit den anderen Eigentümern der Pualaka Petroleo Fuel, Lda., an der Lopes 50 % hielt.
Lúcia Lobatos Cousin Rogério Lobato von der FRETILIN war in der Regierung Marí Alkatiri Innenminister Osttimors, musste aber im Zusammenhang mit den Unruhen in Osttimor 2006 zurücktreten, weil er Zivilisten bewaffnet hatte. Dafür wurde Rogério Lobato zu einer siebenjährigen Gefängnisstrafe verurteilt. Am Tag der Vereidigung Lúcia Lobatos zur Justizministerin erhielt Rogério zunächst nach einem ärztlichen Attest die Erlaubnis das Gefängnis zur medizinischen Untersuchung zu verlassen. Doch nach dieser fuhr er mit seiner Familie zum Flughafen von Dili und ging an Bord eines Learjets. Dem Flugzeug wurde zunächst die Abflugerlaubnis verweigert. Als Kompromissvorschlag schlug Lúcia Lobato vor, dass Rogério mit seiner Frau und anderen Familienmitglieder nach Malaysia zur medizinischen Behandlung ausreisen dürfe, wenn die beiden kleinen Kinder des Ehepaares in Osttimor bleiben. Wörtlich „als Garantie, dass Rogério zurück kommt“. Bis zum nächsten Tag blieb die gesamte Familie an Bord des Flugzeugs, bis Generalstaatsanwalt Longuinhos Monteiro den Abflug genehmigte. Lúcia Lobato wurde daher in der Öffentlichkeit kritisiert.
Ein weiterer Cousin Lúcia Lobatos ist Rogérios Bruder Nicolau dos Reis Lobato, der 1978 nominell Präsident Osttimors und Kommandeur der FALINTIL war, bis er im Kampf gegen die indonesischen Besatzer starb, ebenso wie 13 weitere seiner Geschwister.